# Cenochromyia xanthogaster
Cenochromyia xanthogaster är en tvåvingeart som beskrevs av Hermann 1912. Cenochromyia xanthogaster ingår i släktet Cenochromyia och familjen rovflugor. Inga underarter finns listade i Catalogue of Life.